# Fryske Nasjonale Partij
De Fryske Nasjonale Partij (FNP; Nederlands: Friese Nationale Partij) is een politieke partij die in de Nederlandse provincie Friesland actief is. De partij strijdt niet voor zelfstandigheid van Friesland, maar pleit wel voor meer autonomie. De FNP heeft banden met het Südschleswigscher Wählerverband, een politieke partij in de deelstaat Sleeswijk-Holstein. De partij is vertegenwoordigd in de Provinciale Staten en het algemeen waterschapsbestuur van Friesland, en in elf van de achttien Friese gemeenteraden.
De FNP is op nationaal niveau lid van de Onafhankelijke Politiek Nederland (OPNL) en op Europees niveau van de Europese Vrije Alliantie (EVA).

## Geschiedenis
De partij werd in 1962 opgericht door drie activisten van de Friese beweging (Fries: Fryske beweging), die ontstaan was in de 19e eeuw. Dit drietal bestond uit Folkert Binnema, Piet Kramer en Sicko Doting. De FNP kwam op voor de Friese taal, cultuur en sporten. De beweging was een reactie op de grote nationale partijen die volgens de oprichters te veel waren gericht op de Randstad.
In 1966 won de FNP haar eerste zetels in de Provinciale Staten van Friesland en de gemeenteraadsverkiezingen. In 1995 verenigde de partij zich samen met andere provinciale partijen en De Groenen in de Onafhankelijke Senaatsfractie (OSF). Op deze manier wisten de partijen een zetel in de Eerste Kamer te bemachtigen.
Van 2003 tot 2011 werd de zetel bezet door Henk ten Hoeve van de FNP, hoewel hij in 2003 op de tweede plek van de lijst stond. Tussen 2011 en 2015 werd de partij in de Eerste Kamer vertegenwoordigd door Kees de Lange. Hij was als lid van 50PLUS verkozen op de lijst van OSF omdat de OSF niet zelfstandig een zetel kon behalen. 
Sinds de Eerste Kamerverkiezingen in 2015 zat FNP-lid Henk ten Hoeve weer als senator voor de OSF in de Eerste Kamer. Tussen 2019 en 2021 was oud-FNP burgemeester Gerben Gerbrandy senator namens OSF.
Op 10 juli 2025 kondigde de partij aan voor de eerste keer in haar geschiedenis mee te doen aan de Tweede Kamerverkiezingen. De partij schuift zittend Nieuw Sociaal Contract-Kamerlid Aant Jelle Soepboer naar voren als kandidaat-lijsttrekker.

## Standpunten
De FNP staat in het midden van het politieke spectrum en is regionalistisch ingesteld. Ondanks dat de naam anders doet vermoeden, is de FNP niet voor volledige zelfstandigheid van Friesland. Wel ziet het de Friezen als een apart volk en staat het voor een federalistisch politiek systeem in Nederland, waarin de provincies meer macht krijgen. De partij wil meer autonomie voor Friesland; gebruik, bescherming en erkenning van de Friese taal en eigen gezag over de gasreserves in de Friese bodem.
De partij wil vastlegging van de Friese taal naast het Nederlands in de Nederlandse grondwet.

## Electoraat
Het electoraat van de partij ligt geheel binnen Friesland en met name binnen het taalgebied van het Fries. Dit zijn de meer landelijke gebieden in het westen en noordoosten. In de gemeente Noardeast-Fryslân wist de FNP in 2022 23,5% van de stemmen te bemachtigen, het hoogste percentage van alle Friese gemeenten. In totaal haalde de FNP ruim 36000 stemmen en werd daarmee de derde partij van Fryslân. Bij de Provinciale Statenverkiezingen 2019 wist de FNP de grootste te worden in onder andere de dorpen Niawier (33,6%), Terkaple (25,5%) en Vegelinsoord (22,6%). In delen van Friesland waar het Fries minder wordt gesproken is de FNP zwak of niet vertegenwoordigd, zoals in Weststellingwerf en Ooststellingwerf en in steden zoals Harlingen.

## Vertegenwoordigers en bestuurders

### Eerste Kamer
Sinds 1995, toen de partij ging samenwerken met De Groenen en vele andere regionale politieke partijen, hebben deze onder de naam Onafhankelijke Senaatsfractie (OSF) samen één zetel in de Eerste Kamer. Tussen 2019 en 2021 werd de OSF-zetel ingenomen door FNP-lid Gerben Gerbrandy.

### Provinciale Staten
De FNP is sinds 1966 onafgebroken vertegenwoordigd geweest in de Provinciale Staten van Friesland. In 2007 wist de partij vijf van de 43 zetels weten te bemachtigen. De FNP deed toen serieus mee aan de onderhandelingen voor het college van Gedeputeerde Staten, maar bleef toch in de oppositie zitten. In 2011 bemachtigde de partij weliswaar slechts vier zetels, maar bereikte een akkoord met PvdA en CDA. Johannes Kramer werd gedeputeerde Landelijk gebied, Openbaar Vervoer en Personeel en Organisatie. In 2015 kwam de FNP wederom in het college van Gedeputeerde Staten. De coalitie bestond uit CDA, VVD, SP en FNP en Johannes Kramer werd wederom de gedeputeerde. In 2019 kwam de FNP voor de derde maal op rij in het college, voor de derde maal op rij met vier zetels. De coalitie bestaat uit CDA, PvdA, VVD en FNP. Johannes Kramer werd weer gedeputeerde maar werd in januari 2020, omdat hij burgemeester werd in de gemeente Noardeast-Fryslân, opgevolgd door Klaas Fokkinga.
Sinds juli 2023 is Sijbe Knol Gedeputeerde voor de FNP in een coalitie van BBB, CDA, FNP en CU. 

#### Historische uitslagen Provinciale Staten
| Jaar | Stemmen | %      | Zetels |
| ---- | ------- | ------ | ------ |
| 1966 | 6.647   | 2,40%  | 1/55   |
| 1970 | 11.014  | 4,54%  | 2/55   |
| 1974 | 21.738  | 7,44%  | 4/55   |
| 1978 | 15.878  | 4,76%  | 2/55   |
| 1982 | 17.333  | 5,40%  | 3/55   |
| 1987 | 15.115  | 4,49%  | 2/55   |
| 1991 | 17.321  | 6,09%  | 3/55   |
| 1995 | 17.046  | 6,37%  | 3/55   |
| 1999 | 21.333  | 8,39%  | 4/55   |
| 2003 | 36.871  | 13,22% | 7/55   |
| 2007 | 28.225  | 10,68% | 5/43   |
| 2011 | 27.288  | 9,18%  | 4/43   |
| 2015 | 25.027  | 9,36%  | 4/43   |
| 2019 | 23.662  | 7,93%  | 4/43   |
| 2023 | 27.298  | 8,05%  | 4/43   |

### Gemeenten
Bij de laatste gemeenteraadsverkiezingen in 2022 won de FNP zetels in elf van de achttien Friese gemeenten. Hiermee werd de partij de grote winnaar van de verkiezingen in Friesland. In totaal heeft de partij 49 lokale volksvertegenwoordigers. In 2022 heeft de FNP daarnaast tien wethouders in de verschillende gemeenten.
De FNP heeft burgemeesters geleverd in de gemeenten Wonseradeel (Theunis Piersma, 1995-2011), Achtkarspelen (Gerben Gerbrandy, 2013-2019) en Noardeast-Fryslân (Johannes Kramer, 2020-heden).

### Wetterskip
Sinds de invoering van het lijstenstelsel in de waterschappen in 2008 is de FNP met twee zetels vertegenwoordigd in het wetterskip Fryslân.